# 彰化縣鄉道列表
彰化縣鄉道列表列出彰化縣的鄉道。

## 鄉道列表（1～40）
| 編號     | 名稱               | 起點                                | 迄點                                      | 里程 (km) | 途經鄉鎮           | 路名 | 里程牌 (km) | 備註 |
| -------- | ------------------ | ----------------------------------- | ----------------------------------------- | --------- | ------------------ | --- | --- | --- |
| 彰1線    | 塭子               | 西濱快速公路側車道、塭仔漁港        | 沿海路一段                                | --        | 線西鄉             | 漁港路 | 漁港路 | 13.4k 14.832k溝內路 |
| 彰1-1線  | 蚵寮～溝內         | 蚵寮路1.959k                        | 漁港路14.832k                             | 2.515     | 伸港鄉線西鄉       | 頂庄路 中央路二段896巷 中華路393巷                                                                                     | 頂庄路 中央路二段896巷 中華路393巷                                                                                        | 1.362k中華路 |
| 彰2線    | 海邊～什股         | 濱彰路5.071k                        | 中興路二/一段 中興路二段2巷 新港路 什股橋 | 2.337     | 伸港鄉             | 什股路 | 什股路 | 1.777k建國路 2.228k泉厝路彰7線 |
| 彰3線    | 堤頭～汴頭         | 濱海路                              | 汴頭路1.433k                              | 4.157     | 伸港鄉             | 彰新路七段464巷 | 彰新路七段464巷 | 2.787k彰新路七段 3.5k美港公路一段 |
| 彰4線    | 蚵寮～東竹圍       | 側車道                              | 彰新路六段彰195線                         | 4.248     | 伸港鄉和美鎮       | 蚵寮路 中山927巷 沿海路二段 中山路 中山東路 中華路 北川路                                                              | 蚵寮路 中山927巷 沿海路二段 中山路 中山東路 中華路 北川路                                                                 | 0.703k草湖橋 0.722k曾家路 1.433k中華路 1.457k中山路43巷、中山路142巷 1.541k泉州厝橋 中興路一段1.807k |
| 彰5線    | 溪口厝～下犁       | 中山路                              | 下梨路 (彰209線)                          | 4.380     | 伸港鄉線西鄉       | 曾家路 線伸路 中央路二段 和線路 頂黎路 下黎路                                                                          | 曾家路 線伸路 中央路二段 和線路 頂黎路 下黎路                                                                             | 2.038k~2.1k與 彰192線共線 （中央路二段） 2.189k中車路橋 2.314k和線路 |
| 彰6線    | 和美～中寮         | 和頭路3.467k、彰美路六段、中山路    | 彰新路三段 8.460k                         | 3.273     | 和美鎮             | 美寮路二段 美寮路一段                                                                                                  | 美寮路二段 美寮路一段 | 11.959k柑竹路 |
| 彰7線    | 新港～下犁         | 什股路                              | 線東路+ 下犁路 (彰209線)                  | 5.321     | 伸港鄉線西鄉       | 泉厝路 中山路43巷 中山路142巷 泉州路 西興路 德興路 線東路二段 線東路                                                   | 泉厝路 中山路43巷 中山路142巷 泉州路 西興路 德興路 線東路二段 線東路                                                      | 3.377k中央路一段彰192線 3.884k和線路 |
| 彰8線    | 番雅溝～埤仔頭     | 鹿和路六段0.970k                    | 彰草路+ 彰草路二段 (彰209線)              | 4.267     | 和美鎮             | 南軒路 太平路 安南路 德南路                                                                                            | 南軒路 太平路 安南路 德南路                                                                                               | 1.116k大佃路彰17-1線 2.348k嘉佃路彰17線 |
| 彰9線    | 嘉寶潭～和美       | 嘉卿路一段                          | 德美路                                    | 3.667     | 和美鎮             | 福北路 彰新路五段 福北路 北堂路 和頭路                                                                                 | 福北路 彰新路五段 福北路 北堂路 和頭路                                                                                    | 0.950k~0.994k與共線（彰新路五段） 1.521k和頭路彰9-1線 2.507k頭前路 |
| 彰9-1線  | 後湖子～頭前寮     | 彰新路五段彰195線                   | 北堂路+ 和頭路 1.521k                     | 0.923     | 和美鎮             | 和頭路 | - - | - - |
| 彰10線   | 中寮～中庄           | 彰興路三段彰195線、彰興路三段373巷  | 金馬路一段 183.618k                       | 4.265     | 和美鎮彰化市       | 東萊路 東萊路210巷 茄苳路二段290巷 寶廍路                                                                              | 東萊路 東萊路210巷 茄苳路二段290巷 寶廍路                                                                                 | |
| 彰11線   | 竹子腳～湳雅       | 彰興路四段彰195線                   | 彰和路二段                                | 3.069     | 和美鎮             | 柑竹路 彰美路四段 嘉鐵路                                                                                               | 柑竹路 彰美路四段 嘉鐵路                                                                                                  | 1.088k美寮路一/二段 2.120k~2.160k與共線（彰美路四段） 2.765k嘉鐵橋 |
| 彰12線   | 中庄～快官           | 彰南路一段0.040k                    | 彰南路四段5.318k                          | 7.135     | 彰化市             | 聖安路 河濱路 彰南路四段89巷                                                                                           | 聖安路 河濱路 彰南路四段89巷                                                                                              | 1.121k柴坑紫 1.834k三竹路彰14線 3.065k三村路彰14線 4.963k田中路 |
| 彰12-1線 | 田中央～外快官     | 河濱路                              | 彰南路三段 彰14線 4.046k                  | 1.304     | 彰化市             | 田中路 | 田中路 | 0.586k田中二號橋 |
| 彰14線   | 大竹～山寮         | 彰南路二段1.570k                    | 三村路、彰12線聖安路                      | --        | 彰化市             | 三竹路 三村路 | 三竹路 三村路 | 0.842k與2.449k交叉路口皆為 聖安路 |
| 彰15線   | 菜公寮～彰化       | 茄苳路二段、茄苳路二段10巷          | 中山路一段                                | --        | 彰化市             | 茄苳路二段 金馬路二段 永安街                                                                                           | 茄苳路二段 金馬路二段 永安街                                                                                              | |
| 彰16線   | 莿桐腳～南興       | 彰水路                              | 中山路一段 188.825k                       | 2.462     | 彰化市             | 彰水路99巷 崙美路 雲長路                                                                                               | 彰水路99巷 崙美路 雲長路                                                                                                  | 0.254k湳美橋 0.850k崙美路498巷彰59線 |
| 彰17線   | 湳雅～埔姜崙       | 彰美路三段、大嘉國小                | 彰水路二段                                | 8.446     | 和美鎮秀水鄉       | 嘉佃路 彰草路三段 渭南路 雅興街 彰馬街 民主街 民意街                                                                   | 嘉佃路 彰草路三段 渭南路 雅興街 彰馬街 民主街 民意街                                                                      | 0.391嘉佃橋 0.5k太平路彰8線 1.831k大佃路彰17-1線 2.134k南佃橋 2.285k彰草路三段彰209線 2.768k青埔橋 4.449k~4 .512k與彰18-1線共線（彰馬街） 4.820k馬典橋 5.012k馬鳴路彰18線 5.523k民主橋 5.956k彰鹿路 6.265k後壁埔橋 7.702k安樂街彰19線 8.806k中山路彰54線 |
| 彰17-1線 | 山寮～下田         | 道周路+彰和路三段、仁安路           | 嘉佃路 彰17線                             | 2.649     | 和美鎮             | 大佃路 | 大佃路 | 0.457k典南橋 0.153k愛國橋 0.666k南軒路彰8線 |
| 彰18線   | 鹿港～莿桐腳       | 中正路、鹿東路                      | 彰鹿路、彰鹿路43巷                        | --        | 鹿港鎮秀水鄉彰化市 | 鹿東路 鹿東路二段 彰鹿路120巷301弄 彰鹿路120巷 彰馬路 永芳路540巷                                                      | 鹿東路 鹿東路二段 彰鹿路120巷301弄 彰鹿路120巷 彰馬路 永芳路540巷                                                         | 3.204k石碑巷 彰鹿路六段314巷彰27線 3.816k彰鹿路五段2巷彰19線 5.4k三義巷彰23線 5.977k民主街彰17線 6.508k明山街彰55線 |
| 彰18-1線 | 山寮～莿桐腳       | 棋盤巷彰19線2.137k                  | 彰馬路彰18線、彰馬路180巷                 | --        | 鹿港鎮秀水鄉彰化市 | 棋盤街 義興街 西銘巷 彰馬路                                                                                            | 棋盤街 義興街 西銘巷 彰馬路                                                                                               | 1.455k三義巷彰23線 1.515義興橋 2.710k~2.773k與彰17線共線（彰馬街） 4.379k彰馬路275巷 |
| 彰19線   | 頂番婆～埔姜崙     | 鹿和路三段、人和橋                  | 民意街 彰17線 7.702k                      | 7.183     | 鹿港鎮福興鄉秀水鄉 | 鹿和路三段622巷 溝墘巷 棋盤路 東崎七巷 彰鹿路五段2巷 東崎一巷 大崙街 福大巷 民意街383巷                                | 鹿和路三段622巷 溝墘巷 棋盤路 東崎七巷 彰鹿路五段2巷 東崎一巷 大崙街 福大巷 民意街383巷                                   | 0.567k~0.927k與彰24線共線（溝墘巷） 2.137k義興街彰18-1線 2.892k棋盤巷彰20線 3.748k榮橋 3.910k鹿東路二段彰18線 4.910k彰鹿路四/五段、東崎二巷 5.662k大崙街彰45線 大崙街彰45-1線                                                                            |
| 彰20線   | 顏厝～棋盤厝       | 鹿草路二段35.465k 、鹿草路二段247巷 | 棋盤巷 彰19線 2.892k                      | 4.238     | 鹿港鎮             | 鹿草路二段242巷 吳厝巷 施厝巷 鹿和路二段237巷 鹿和路二段 鹿和路二段262巷 楊厝巷 棋盤巷                                 | 鹿草路二段242巷 吳厝巷 施厝巷 鹿和路二段237巷 鹿和路二段 鹿和路二段262巷 楊厝巷 棋盤巷                                    | 1.820k福德橋 1.890k~1.970k與共線（鹿和路二段） 1.470k~1.709k與彰27線共線（楊厝巷） |
| 彰21線   | 草港～南勢         | 頂草路四段彰22線 3.255k             | 南勢巷 彰26線 1.024k                      | 2.065     | 鹿港鎮             | 頂草路四段233巷 南勢巷                                                                                                 | 頂草路四段233巷 南勢巷 | 0.936k頭南五號橋 |
| 彰22線   | 崙尾～草港         | 西部濱海快速公路 北上側車道         | 頂草路三/四段彰209線                      | 3.463     | 鹿港鎮             | 崙尾巷 福崙街 鹿草路四段 頂草路四段                                                                                    | 崙尾巷 福崙街 鹿草路四段 頂草路四段                                                                                       | 2.339k~2.555k與共線（鹿草路四段） 3.255k頂草路四段233巷彰21線 |
| 彰22-1線 | 海埔新生地～洋子厝 | 崙尾巷彰22線                        | 鹿草路四段31.165k、慶安街                 | --        | 鹿港鎮             | 崙尾巷 鹿草路四段205巷                                                                                                 | 崙尾巷 鹿草路四段205巷 | |
| 彰23線   | 埤頭～馬興         | 鹿和路四/五段1.741k                 | 馬鳴路 彰18線                             | 4.346     | 鹿港鎮秀水鄉       | 人和巷 彰頂路64巷 彰頂路34巷 彰頂路 溝墘巷 溝尾巷 三義巷                                                               | 人和巷 彰頂路64巷 彰頂路34巷 彰頂路 溝墘巷 溝尾巷 三義巷                                                                  | 1.331k~1.366k與彰201線共線（彰頂路） 1.794k溝墘巷彰24線 1.809k振興橋 3.051k義興街彰18-1線 |
| 彰24線   | 海埔厝～溝墘       | 海埔巷彰25線0k                      | 溝尾巷 彰23線 1.794k                      | --        | 鹿港鎮福興鄉       | 鹿草路二段817巷 鹿草路二段 鹿草路二段554巷 紹安巷 竹圍巷 廖厝巷 鹿和路三段198巷 鹿和路三段432巷 鹿和路三段498巷 溝墘巷 | 鹿草路二段817巷 鹿草路二段 鹿草路二段554巷 紹安巷 竹圍巷 廖厝巷 鹿和路三段198巷 鹿和路三段432巷 鹿和路三段498巷 溝墘巷    | 0.925k鹿草路二段 4.252k鹿和路三段 5.363k~5.723k與彰19線共線（溝墘巷） |
| 彰25線   | 海埔厝～鹿港       | 鹿草路二段817巷彰24線0k             | 臨海路二/三段、鹿西路                     | --        | 鹿港鎮             | 海埔巷 海浴路 中山路                                                                                                   | 海埔巷 海浴路 中山路 | 0.369k汐間橋 1.838k輔導路彰28線 2.240k彰濱五路一/二段 |
| 彰26線   | 浮景～頭崙甫       | 鹿草路三段 33.237k                  | 頂草路二段+ 彰209線                       | 3.053     | 鹿港鎮             | 新厝巷 南勢巷 頂草路二段421巷                                                                                          | 新厝巷 南勢巷 頂草路二段421巷                                                                                             | 0.940k南勢橋 1.024k南勢巷彰21線 2.659k福口橋 |
| 彰27線   | 旗官廖～外埔       | 鹿和路三段4.552k                    | 復興路彰50線                              | 5.884     | 鹿港鎮福興鄉       | 鹿和路三段138巷 楊厝巷 石碑巷 彰鹿路六段314巷 彰鹿路六段117巷 復興路                                                   | 0.2k 2.6k 3k （里程 設錯誤 位置）                                                                                         | 1.257k~1.498k彰20線共線（楊厝巷） 2.550k鹿東路二段彰18線彰鹿路六段[[File:TW CHW142.svg\|23px\|縣道] |
| 彰29線   | 福興～阿力         | 福建路彰32線3.006k                  | 南興街+阿力街 彰36線 3.946k 文昌國小      | 4.558     | 福興鄉             | 福三路四段 福三路三段 鎮平街                                                                                           | 0k 1.6k 2.2k 終4.5k | 3.092k鎮平橋 4.195k鎮平橋-1 |
| 彰30線   | 溪口～鹿港         | 側車道+福興交流道匝道               | 中山路彰25線                              | --        | 鹿港鎮             | 媽祖路+光復路 | 中山路 | |
| 彰31線   | 二港仔～竹圍子     | 沿海路四段39.757k                   | 南興街 彰36線                             | 2.694     | 福興鄉             | 沿海路四段58巷 | 0.4k 1k 2k | 0.378k秀安一街彰34線 |
| 彰32線   | 海邊～西勢         | 二港橋、二港福德正神                | 員鹿路二段                                | --        | 福興鄉             | 福正路181巷、福正路、福興路、福建路                                                                                    | 0k 2.1k 3.2k （上三 個皆設 置在錯 誤路線 福寶村 新生路上） 4.8k 5.2k （4.8k、5.2k 牌面的 路線是 正確， 但里程 位置 錯誤） | 1.719k福正路彰33線 1.831k二港橋 2.046k 3.066k福三路四段彰29線 3.117k西勢一號橋 3.837k西勢二號橋 |
| 彰33線   | 二港仔～外出水溝   | 福正路彰32線1.791k                  | 出水街+南興街彰36線                       | 5.507     | 福興鄉             | 福正路、福正路128巷、福正路26巷、下寮巷、東勢巷、頂粘街、廈粘街、沿海路三段、管厝街、出水街                            | 0k 0.4k 0.7k （里程 錯誤 位置）                                                                                           | 0.689k新生路彰33-1線 2.103k~2.364k與彰34線共線（頂粘街） 2.651k廈粘街彰36線 3.415k~3.608k與共線（沿海路三段） 4.813k出水橋 |
| 彰34線   | 粘厝海邊～同安     | 草漢北路彰117線0k                   | 員鹿路一段                                | 7.143     | 福興鄉             | 頂粘街、東勢巷、管厝街、秀厝一街、秀安二街、員鹿路一段377巷                                                            | 0k 0.3k 1.3k 2.6k 3k 3.4k 3.8k 終4.6k （里程 設錯誤 位置）                                                                | 2.757k~3.018k與彰33線共線（頂粘街） 3.831k管嶼厝橋 4.024k沿海路三段 4.349k沿海路四段58巷 彰31線 5.312k福三路福三段彰29線 |
| 彰35線   | 福興～番社         | 彰鹿路七段+中正路                   | 番花路二段                                | --        | 福興鄉             | 彰鹿路七段、文化街、彰鹿路七段619巷、粿店巷、社尾街                                                                    | 0k 0.2k 0.7k 終2.9k (牌里程有偏差)                                                                                        | |
| 彰36線   | 廈粘～出水溝       | 廈粘街彰33線 2.651k                 | 埔港路 彰44線 2.812k                      | 13.7      | 福興鄉埔鹽鄉       | 麥厝街、南興街、阿力街、永樂路、永興路、大新路二巷、員鹿路二段、光明路二段、光明路一段                                 | 0k 0.4k 0.9k 1.5k 1.6k 3.2k 4k 5k 6.9k （里程 錯誤 位置）                                                                 | 1.299k沿海路一段 2.196k出水街彰33線 3.442k彰31線 3.946k鎮平街彰29線 5.589k番金路彰193線 6.003樂竹橋 6.477k永新路二段彰37線 7.421k永樂橋 7.492k彰36-1線 8.609k大新路彰39線 9.599~9.775與共線（員鹿路二段）                                                |
| 彰36-1線 | 盧厝～西勢湖       | 番金路彰193線 0.412k                | 大新路二巷 彰36線 7.492k                  | 1.415     | 埔鹽鄉             | - - | - - | - - |
| 彰37線   | 西勢～山寮         | 員鹿路一段                          | 員鹿路四段                                | 8.505     | 福興鄉埔鹽鄉溪湖鎮 | 員鹿路一段579巷 洪堀巷 永新路二段 永新路 員鹿路四段705巷                                                               | 員鹿路一段579巷 洪堀巷 永新路二段 永新路 員鹿路四段705巷                                                                  | 0.609k洪掘寮橋 2.621k番金路彰193線 3.202k永平橋 4.602k永樂路、大新路二巷彰36線 4.820k新樂橋 5.9k大新路彰39線 6.264k大新路1巷彰38線 6.586k好金路彰38-1線 6.599k過溪寮橋 7.562k好金路3巷彰41線                                                             |
| 彰38線   | 蕃薯庄～南勢埔       | 番金路彰193線5.933k                 | 好金路+ 好金路3巷 彰41線 1.594k           | 3.586     | 埔鹽鄉             | 好金路 好金路2巷 大新路1巷                                                                                             | 好金路 好金路2巷 大新路1巷                                                                                                | 1.9k大新路彰39線 2.250k永新路彰37線 2.439k好金路彰38-1線 2.799k三新橋 |
| 彰38-1線 | 過溪寮～朴鼎金     | 好金路+好金路2巷彰38線 2.439k       | 番金路 彰193線 8.472k                     | 2.031     | 埔鹽鄉             | 好金路 | 0.224k永新路彰37線 1.346k好金路1巷彰40線                                                                                  | 0.224k永新路彰37線 1.346k好金路1巷彰40線 |
| 彰39線   | 大有～朴鼎金       | 員鹿路三段14.769k                   | 番金路彰193線 7.685k                      | 4.436     | 埔鹽鄉             | 大新路 | 1.130k大新路2巷彰36線 1.355西湖橋 1.955k西湖二號橋 1.985k大新橋 3.130k永新路彰37線 3.394k大新路1巷彰38線                  | 1.130k大新路2巷彰36線 1.355西湖橋 1.955k西湖二號橋 1.985k大新橋 3.130k永新路彰37線 3.394k大新路1巷彰38線 |
| 彰40線   | 水尾～田中央       | 好金路彰38-1線1.346k                | 二溪路二段 田中央路二段                   | 3.489     | 埔鹽鄉溪湖鎮       | 好金路一巷 北聖路 大公二十街                                                                                           | 好金路一巷 北聖路 大公二十街                                                                                              | 1.131k三省橋 3.114k北大路彰43線 |

## 鄉道列表（41～80）
| 編號     | 名稱           | 起點                                               | 迄點                                             | 里程 (km) | 途經鄉鎮           | 路名 | 里程牌 (km) | 備註 |
| -------- | -------------- | -------------------------------------------------- | ------------------------------------------------ | --------- | ------------------ | --- | --- | --- |
| 彰41線   | 好修～汴頭     | 員鹿路二段?k                                       | 福德路0.734k                                     | 6.505     | 埔鹽鄉溪湖鎮       | 好金路 好金路三巷 大突巷 大發路 西環路                                                                            | 好金路 好金路三巷 大突巷 大發路 西環路                                                                            | 0.956k南新橋 1.594k好金路彰38線 2.783k永新路彰37線 3.3k 埤霖橋 4.185k大新橋 4.433k員鹿路西寮巷彰43線 4.433k~4.480k與彰43線共線（大突巷） 4.480k北大路彰43線 5.842k西環路                                                    |
| 彰42線   | 中番婆～田心   | 彰鹿路六段2.955k                                   | 大崙街彰45線0.492k                               | 2.005     | 福興鄉             | 番婆街 | 番婆街 | 1.372k彰鹿路六段117巷彰27線 |
| 彰43線   | 山寮～田中央   | 員鹿路四段?k                                       | 二溪路一/二段13.193k                             | 2.505     | 溪湖鎮             | 員鹿路西寮巷 大突巷 北大路                                                                                        | 員鹿路西寮巷 大突巷 北大路                                                                                        | 1.439k大突橋 1.489k~1.536k與彰41線共線（大突巷） 2.269k北聖路彰40線 |
| 彰44線   | 埔鹽～貢旗     | 員鹿路二段16.803k                                  | 大溪路                                           | 10.082    | 埔鹽鄉秀水鄉大村鄉 | 中正路 埔港路 崙港路 崙港巷 民生街 大崙二巷 大崙一巷                                                              | 中正路 埔港路 崙港路 崙港巷 民生街 大崙二巷 大崙一巷                                                              | 0.325k埔鹽國中 1.6k彰水路二段 2.812k光明路一段彰36線 4.398k埔菜路彰47線與埔港路彰52線 4.750k南港橋 5.693k民生街彰51線 7.630彰53-1線 8.537k加錫三巷彰53線 8.549k加賜橋 8.558k加錫二巷、加錫一巷彰55線 9.827k貢旗二巷彰55-1線 |
| 彰45線   | 大崙～萬豐     | 大崙街彰19線5.668k、大崙街彰45-1線0k               | 彰水路9.906k                                     | 5.418k    | 福興鄉             | 大崙街 復興路 外中街 萬豐巷                                                                                       | 0k、0.5k、2.7k、3.1k、3.4k、3.45k、3.9k                                                                           | 0.710k大崙橋 1.753k~2.348k與彰50線共線（復興路） 3.131k番花路一段、4.622k 番花路一段532巷132弄彰45-1線 |
| 彰45-1線 | 大崙～台灣溝   | 大崙街彰19線5.668k、大崙街彰45線 0k                | 萬豐巷彰45線4.622k                               | 4.009     | 福興鄉             | 大崙街 外埔巷 橫圳巷 番花路一段685巷 番花路一段 番花路一段664巷                                                   | 0k、0.1k、1.1k、2.5k、 終3.1k                                                                                     | 1.822k~1.927k與彰50線共線（秀福路） 1.939k三汴橋 3.382k番花路一段 |
| 彰46線   | 下廓～菜堂     | 彰水路一段12.060k                                  | 埔菜路彰47線0.609k                               | 2.066     | 埔鹽鄉             | 埔菜路 | 埔菜路 | 0.675k埔菜橋 1.260k埔打路彰49線 |
| 彰47線   | 南港～竹子腳   | 埔打路+崙港路彰44線4.398k、埔港路彰52線0k          | 竹中巷彰143線3.425k                              | 8.912     | 埔鹽鄉溪湖鎮永靖鄉 | 埔菜路 埔打路 埔打路一巷 李厝路 成功路 崙子腳路頂庄巷 湳底路 文昌東路 文昌西路 湳底路 媽厝里2鄰 竹後巷            | 埔菜路 埔打路 埔打路一巷 李厝路 成功路 崙子腳路頂庄巷 湳底路 文昌東路 文昌西路 湳底路 媽厝里2鄰 竹後巷            | 0.609k埔菜路彰46線 1.588k~1.660k與彰48線共線（埔打路） 2.858k大溪路一段 4.590k員鹿路一段 5.430k~5.525k與彰138線共線（中山高速公路下方涵洞：崙子腳路） 7.105k~7.260k與彰140線共線（路名：媽厝里2鄰）                         |
| 彰48線   | 崙仔腳～竹圍   | 彰水路一段12.790k                                  | 大溪路一段2.462k                                 | 3.867     | 埔鹽鄉溪湖鎮       | 埔打路 | 埔打路 | 1.540k埔打路彰49線 2.350k~2.422k與彰47線共線（埔打路） 2.695k埔港路彰52線 |
| 彰49線   | 員子內～山仔腳 | 埔菜路彰46線 1.260k                                | 彰水路四段14.038k                                | 3.283     | 埔鹽鄉溪湖鎮       | 埔打路 彰水路四段576巷39弄 彰水路四段614巷                                                                        | 埔打路 彰水路四段576巷39弄 彰水路四段614巷                                                                        | 彰48線（埔打路）以北的150公尺路段,尚未通車 1.358k埔打路彰48線 2.621k東豐橋 |
| 彰50線   | 番社～金陵     | 番社街彰35線2.189k                                 | 番花路7.125k                                     | 7.660     | 福興鄉秀水鄉       | 社尾街 浮景巷 復興路 秀福路 福陵巷                                                                                | 社尾街 浮景巷 復興路 秀福路 福陵巷                                                                                | 0.551k彰35-1線 1.469k富景橋 2.043k清玉橋彰27線 2.5k~3.095k與彰45線共線（復興路） 3.9k~4.005k與彰45-1線共線（秀福路） 5.335k彰水路二段 5.539k曾福一橋                                                                        |
| 彰51線   | 埔姜崙～下崙   | 彰水路二段8.040k                                   | 崙港巷+民生街彰44線5.693k                        | 3.682     | 秀水鄉             | 民生街 | 民生街 | 1.529k番花路 1.537k民生橋 3.682k民生街92巷彰51-1線 |
| 彰51-1線 | 大崙尾～下崙   | 番花路 7.641k                                      | 民生街彰51線3.682k                               | 2.282     | 秀水鄉             | 民生街92巷 | 民生街92巷 | - - |
| 彰52線   | 南港～瓦磘厝   | 埔打路+崙港路 彰44線4.398k 埔菜路彰47線0k          | 員鹿路一段23.210k 東明路彰149線 0k               | 8.950     | 埔鹽鄉溪湖鎮埔心鄉 | 埔港路 竹福路 大溪路一段 大溪路三段 瑤鳳路四段 瑤鳳路三段 瑤鳳路二段 瑤鳳路一段                                   | 埔港路 竹福路 大溪路一段 大溪路三段 瑤鳳路四段 瑤鳳路三段 瑤鳳路二段 瑤鳳路一段                                   | 1.430k埔打路彰48線 2.940k~3.120k與共線（大溪路一段） 4.750k~5.004k與彰53-1線共線（瑤鳳路三段） 6.210k瑤鳳橋 6.727k~6.767k與彰61線共線（瑤鳳路二段） 7.760k油車店橋                                                          |
| 彰53線   | 陝西～加錫     | 番花路 7.705k                                      | 大崙路彰44線8.537k                               | 3.753     | 秀水鄉大村鄉       | 湳底巷 下厝街 加錫三巷                                                                                            | 湳底巷 下厝街 加錫三巷                                                                                            | - - |
| 彰54線   | 孩兒安～花壇   | 民意街彰17線8.086k                                 | 中山路二段？k                                    | 5.3       | 秀水鄉 花壇鄉      | 中山路 花秀路 | 中山路 花秀路 | 0.656k彰水路一/二段 1.742k彰水路一段352巷、溪心街彰55線 1.902k秀水橋 2.789k彰秀路彰57線 3.856k彰花路+明雅街彰59線 5.022k花秀橋                                                                                              |
| 彰55線   | 馬鳴山～員林   | 馬鳴路彰18線6.508k                                 | 員鹿路、員鹿路一段23.?k、泉源路一段、員鹿路245巷 | 15.335    | 秀水鄉大村鄉員林市 | 明山街 彰鹿路 瓦窯街 彰水路一段352巷溪心街 新興街 番花路 水尾巷 加錫二巷 加錫一巷 新興巷 源潭路 源泉路二段 源泉路 | 明山街 彰鹿路 瓦窯街 彰水路一段352巷溪心街 新興街 番花路 水尾巷 加錫二巷 加錫一巷 新興巷 源潭路 源泉路二段 源泉路 | 1.035k~1.234k與共線（彰鹿路） 2.097k彰水路一段 2.636k中山路彰54線 4.373莊雅橋 5.941k~6.165k與共線（番花路） 9.757k大崙路彰44線 10.748k港後巷彰53-1線 10.990k大溪路 11.263k福德橋 14.6k源潭路彰76線                          |
| 彰55-1線 | 頂腳仔～貢旗   | 茄苳路一/二段彰59線7.364k、大智路二段              | 大崙路彰44線9.827k                               | 2.262     | 大村鄉             | 松槐路 田洋橫巷 田洋巷 貢旗二巷                                                                                   | 松槐路 田洋橫巷 田洋巷 貢旗二巷                                                                                   | 與主線未相交 |
| 彰56線   | 金墩～三家春   | 番花路10.429k、平和街                              | 彰員路一段7.562k                                 | 3.255     | 花壇鄉             | 金墩街 內厝街 溪埔路 彰員路一段455巷                                                                              | 金墩街 內厝街 溪埔路 彰員路一段455巷                                                                              | 1.050k中山路一段 彰化東外環道 1.213k中橋街彰69線 |
| 彰57線   | 莿桐腳～金興   | 彰水路4.260k                                       | 番花路8.712k                                     | 4.674     | 彰化市秀水鄉       | 彰秀路 正興路 | 彰秀路 正興路 | 0.706k安鶴路彰57-1線 2.009k花秀路彰54線 3.017k秀港橋 |
| 彰57-1線 | 大路店～秀水   | 彰鹿路8.125k                                       | 彰秀路彰57線0.706k                               | 0.9       | 秀水鄉             | 秀安路 安鶴路 | 秀安路 安鶴路 | 0.390k彰水路一段 0.789安溪橋 |
| 彰58線   | 大村～大橋頭   | 茄苳路一/二段彰59線7.943k                          | 中山路三段196.953k、中山路三段164巷              | 1.378     | 大村鄉             | 茄苳路一段178巷 慶安路                                                                                            | 茄苳路一段178巷 慶安路                                                                                            | 0.232k富泰橋 0.827k過溝路彰73線 1.080k慶安橋 |
| 彰59線   | 莿桐腳～大村   | 崙美路彰16線0.850k                                 | 大溪路、中正西路8.721k                           | 8.397     | 彰化市花壇鄉大村鄉 | 崙美路498巷 彰花路957巷 彰花路 明雅街 明德街 番花路360巷 番花路 茄苳路 茄苳路二段 茄苳路一段                      | 崙美路498巷 彰花路957巷 彰花路 明雅街 明德街 番花路360巷 番花路 茄苳路 茄苳路二段 茄苳路一段                      | 1.487k北口大橋 2.852k花秀路彰54線 3.909k新盛橋 4.476k新盧橋 4.868k~5.318k與共線（番花路） 7.364k松槐路彰55-1線 7.943k茄苳路一段178巷彰58線                                                                                  |
| 彰60線   | 灣雅口～竹林   | 彰員路一段7.326k                                   | 彰南路五段?k                                     | 8.314     | 花壇鄉芬園鄉       | 楓腳巷 三芬路 大彰路五段 義大埔路 大埔路 德興路一段                                                               | 楓腳巷 三芬路 大彰路五段 義大埔路 大埔路 德興路一段                                                               | 0.584k灣東路彰60-1線 4.550k~5.154k與共線（大彰路五段） |
| 彰60-1線 | 銀行山～八股寮 | 環山路18.4k                                        | 三芬路彰60線0.584k                               | 4.331     | 花壇鄉             | 灣福路 灣東路 | 灣福路 灣東路 | 起點在東偏北方 2.453k灣福橋 3.203k東彰化外環道 3.857k灣東橋 |
| 彰61線   | 埤霞～埔心     | 大溪路、大溪路一段6.139k、五通北路彰53-1線2.496k   | 中正路一段21.380k                                | 3.090     | 埔心鄉             | 二抱路一段 瑤鳳路二段416巷 忠義北路 忠義南路                                                                      | 二抱路一段 瑤鳳路二段416巷 忠義北路 忠義南路                                                                      | 1.264k油車橋 1.825k~1.865k與彰52線共線（瑤鳳路二段） 2.965k員鹿路二段 |
| 彰62線   | 彰化～轆山坑   | 公園路一/二段13.660k                               | 安溪路彰63線1.654k                               | 3.058     | 彰化市             | 卦山路 卦山路15巷 安溪路618巷                                                                                     | 卦山路 卦山路15巷 安溪路618巷                                                                                     | 0.114k桃源橋 |
| 彰63線   | 大竹～安溪寮   | 彰南路二段1.262k                                   | 安溪路                                           | 2.965     | 彰化市             | 安溪西路 安溪路                                                                                                   | 安溪西路 安溪路                                                                                                   | 1.196k車鹿山坑橋 1.331k竹安橋 1.654k安溪路618巷彰62線 |
| 彰64線   | 口庄～草仔埔     | 中山路二段191.315k、口庄街                         | 環山路16.958k                                    | 4.75      | 花壇鄉             | 溪南街 彰員路二段 虎山街291巷 虎山街 聽竹街                                                                       | 溪南街 彰員路二段 虎山街291巷 虎山街 聽竹街                                                                       | 1.273k~1.751k與共線（彰員路二段） 4.033k草子埔橋 |
| 彰65線   | 快官～草仔埔   | 彰南路五段5.723k                                   | 大彰路18.7k                                      | 3.349     | 彰化市             | 石牌路二段 石牌路一段                                                                                             | 石牌路二段 石牌路一段                                                                                             | - - |
| 彰66線   | 下茄荖～東寮   | 芬草路一段                                         | 護岸街彰188線2.435k                              | 2.642     | 芬園鄉             | 嘉東街 | 嘉東街 | 0.099k光華路 |
| 彰67線   | 番仔田～橫山   | 彰南路五段6.929k                                   | 大彰路五段19.180k                                | 3.767     | 彰化市芬園鄉       | 新興路二段 新興路一段                                                                                             | 新興路二段 新興路一段                                                                                             | - - |
| 彰68線   | 大橋頭～埤仔頭 | 中山路二/三段197.135k                              | 山腳路9.809k                                     | 1.912     | 大村鄉             | 中山路三段2巷 聖瑤西路二段 聖瑤東路                                                                               | 中山路三段2巷 聖瑤西路二段 聖瑤東路                                                                               | 0.296k二巷橋 1.739k聖瑤橋 |
| 彰69線   | 赤塗崎～中庄     | 彰員路二段3.204k                                   | 中山路一段195.155k                               | 1.849     | 花壇鄉             | 中橋街 | 中橋街 | 0.091k赤忠橋 1.050k彰化東外環道 1.230k內厝街彰56線 |
| 彰70線   | 港尾～黃厝     | 中山路一段199.235k                                 | 山腳路11.686k                                    | 2.175     | 大村鄉             | 美港路 東港路 | 美港路 東港路 | 0.033k美港一號橋 0.783k美港橋 |
| 彰71線   | 大村～南平     | 中正西路9.298k                                     | 南潭路彰76線0.805k、南潭路一巷                   | 3.473     | 大村鄉 員林市      | 員大路 員大路二段 員大路一段                                                                                      | 員大路 員大路二段 員大路一段                                                                                      | 1.1k南一橫巷彰71-1線 1.1k擺塘一巷彰71-1線 |
| 彰71-1線 | 大村～擺塘     | 中正西路8.850k                                     | 擺塘巷彰73線2.428k                               | 2.892     | 大村鄉             | 南勢巷 南一橫巷 擺塘橫巷                                                                                          | 南勢巷 南一橫巷 擺塘橫巷                                                                                          | 2k員大路彰71線 2.645k擺塘橋 |
| 彰72線   | 中崙～縣庄       | 大彰路二段28.617k                                  | 彰南路二段                                       | 2.525     | 芬園鄉             | 縣安路 | 縣安路 | - - |
| 彰73線   | 溝邊～南平     | 慶安路彰58線0.827k                                 | 彰76線1.619k                                     | 5.5       | 大村鄉員林市       | 過溝路 過溝三巷 中正西路 擺塘巷 復興二街 惠農路 新生路 雙平路 新生路                                              | 過溝路 過溝三巷 中正西路 擺塘巷 復興二街 惠農路 新生路 雙平路 新生路                                              | 1.731k~1.966k與共線（中正西路） 2.428k擺塘橫巷彰71-1線 |
| 彰74線   | 同安寮～芬園   | 大彰路三段13.?k、大彰路三段229巷、同安國小安山分校 | 彰南路三段                                       | 2.316     | 芬園鄉             | 中山路 | 中山路 | - - |
| 彰76線   | 源潭～中東     | 源潭路彰55線14.6k                                  | 山腳路五段13.655k                                | 5.137     | 員林市             | 南潭路 靜修路 中山路二段 萬年路三段 浮圳路二段 浮圳路一段                                                         | 南潭路 靜修路 中山路二段 萬年路三段 浮圳路二段 浮圳路一段                                                         | 0.805k員大路一段彰71線 0.905k員林大道六段 0.994k南夲橋 1.411k莒光路 1.619k新生路彰73線 3.670k浮圳橋 4.415k東典橋 |
| 彰77線   | 員林～社頭     | 育英路 民生路 萬年路三段 南昌東路                  | 社石路彰154線11.716k                             | 6.944     | 員林市社頭鄉       | 萬年路二段 萬年巷 員集路二段522巷 大饒路542巷 大饒路543巷 新雅路 松雅路                                           | 萬年路二段 萬年巷 員集路二段522巷 大饒路542巷 大饒路543巷 新雅路 松雅路                                           | 0k~0.283k與共線（萬年路二段） 0.283k萬年橋 2.205k大饒路 4.179k~4.236k與彰84線共線（新雅路） 4.199k新雅橋 5.439k松雅二號橋 5.779k松雅一號橋                                                                                  |
| 彰78線   | 員林～樟普寮   | 育英路+民生路24.893k、萬年路三段、南昌東路         | 八卦路1249巷投88線0k                             | 6.570     | 員林市             | 萬年路二段 員水路二段 員水路一段 出水巷                                                                           | 萬年路二段 員水路二段 員水路一段 出水巷                                                                           | 原彰投78線 0k~0.283k與彰77線共線（萬年路二段） 0.283k萬年橋 1.044k員水路二段110巷彰78-2線 1.435k五汴橋 1.460k崙雅巷彰78-1線 2.743k山腳路二段 3.149k水源橋 3.372k出水巷彰78-1線                                              |
| 彰79線   | 大饒～陳厝     | 員集路一段 4.182k                                  | 永興路一段彰144線6.886k                          | 1.863     | 員林市永靖鄉       | 崙饒路 九分路 永崙路                                                                                              | 崙饒路 九分路 永崙路                                                                                              | 中斷於鐵路交會處，汽車無法通行 1.209k~1.426k與彰80-1線共線（九分路） |
| 彰80線   | 大溝尾～林厝   | 永坡路一段/二段彰87線1.640k                        | 山腳路一段16.9k                                  | 6.987     | 埔心鄉員林市       | 太平路 明聖路二段 九分路 自強路 中央路                                                                            | 太平路 明聖路二段 九分路 自強路 中央路                                                                            | 1.050k武聖路彰85-1線 1.812k明聖路二段 1.926k中山路、中山路三段 2k九分路彰80-1線 2.960k田中央巷彰80-2線 3.9K~4.360K與共線（員集路二段） 5.050K福德橋 6.086K大饒路542巷、大饒路543巷彰77線 6.408K大崛橋                       |
| 彰80-1線 | 太平～新 厝    | 九分路、自強路彰80線2k                             | 員集路一段5.161k                                 | 2.636     | 埔心鄉永靖鄉社頭鄉 | 九分路 新興巷 | 九分路 新興巷 | 鐵路平交道汽車無法通行 1.705k~1.922k與彰79線 的1.209k~1.426k共線（九分路） |
| 彰80-2線 | 溝皂～田中央   | 中山路一段202.761k 中山路一段302巷 三民路          | 自強路+中央路彰80線2.560k                        | 1.350     | 員林市             | 中央路 | 中央路 | 0.415k中央橋 |

## 鄉道列表（81～120）
| 編號      | 名稱             | 起點                                          | 迄點                                              | 里程 (km) | 途經鄉鎮           | 路名                                                                   | 備註 |
| --------- | ---------------- | --------------------------------------------- | ------------------------------------------------- | --------- | ------------------ | ---------------------------------------------------------------------- | --- |
| 彰81線    | 浮圳～社頭       | 永興路二段彰144線6.330k                       | 員集路三段（舊 )                                  | 4.726     | 永靖鄉社頭鄉       | 浮圳路 圳張巷 張厝一巷 草仔埤巷                                        | 2.370k民權路 3.970k張厝橋 4.405k中興橋                                                                                         |
| 彰82線    | 林厝～草尾嶺     | 山腳路二段17.090k                             | 員南路（新投21舊投90）0k                          | 2.980     | 員林市             | 員南路                                                                 | 原彰投82線 |
| 彰83線    | 永靖～外三塊厝   | 中山路一段 206.762k 永社路308巷 開明路        | 斗中路二段 25.731k                                | 6.605     | 永靖鄉田尾鄉田中鎮 | 永社路 新興路 民光路二段 民光路一段                                    | 1.313k平和路二段彰83-1線 2.416k民權路 4.205k光復路一段彰154線 5.106k大社路二段彰95線                                           |
| 彰83-1線  | 湳港舊～南鎮     | 永社路1.313k                                  | 光復路一段彰154線7.506k                           | 2.752     | 永靖鄉田尾鄉       | 平和路二段 平和路一段                                                  | 0.838k民權路 |
| 彰84線    | 新厝仔～中湳雅   | 員集路四段5.616k                              | 山腳路三段18.983k                                 | 2.161     | 社頭鄉             | 新雅路                                                                 | 0.908k光明橋 0.945k和平橋 1.129k~1.186k與彰77線共線（新雅路） 1.149k新雅橋                                                     |
| 彰85線    | 瓦磘厝～太平     | 員鹿路一段23.140k、西安北路                   | 太平路彰80線1.812k                                | 2.281     | 埔心鄉             | 西安南路 明聖路二段                                                    | 1.145k瓦平橋 |
| 彰86線    | 仁和～福山       | 山腳路二段20.523k、山腳路二段791巷            | 清石產業道路                                      | 3.770     | 社頭鄉             | 石坑一巷                                                               | 原彰投86線，2.2公里以後無法通行小汽車                                                                                          |
| 彰87線    | 埔心～永靖       | 中正路一段21.110k、永坡路三段                 | 東門路彰144線 4.8k                                | 3.652     | 埔心鄉永靖鄉       | 永坡路三段 永坡路二段 永坡路一段 永坡路                                | 1.640k太平路 1.648k仁里橋 2.425k王厝路彰87-1線 2.562k永北橋                                                                    |
| 彰87-1線  | 大溝尾～南曾     | 永坡路一段、永坡路彰87線2.425k                | 光復路二段彰154線5.124k                           | 5.325     | 埔心鄉永靖鄉田尾鄉 | 王厝路 水尾路 西門路 永西路 福德路 五福巷 中山路一段68巷 福德巷        | 1.678k~1.725k與彰144線共線（西門路） 3.6k中山路一段 3.920k民權路 4.347k福德大橋                                                |
| 彰89線    | 湳港西～中和     | 中山路一段 208.111k                           | 斗中路25.182k                                     | 5.043     | 永靖鄉田尾鄉北斗鎮 | 中山路一段276巷 延平路 富農路一段 地政路 裕民路                        | 1.321k民權路 2.965k光復路一/二段彰154線 2.990k鎮平一號橋 3.009k鎮平二號橋 3.538k睦宜一號橋 4.006k地政路彰90線 4.461k睦宜二號橋 |
| 彰89-1線  | 中圳～新生       | 斗中路24.749k                                 | 興農路一段 興農路二段彰98線2.773k                 | 3.576     | 北斗鎮             | 中新路                                                                 | 與主線未相交 2.035k大新路彰97線                                                                                                |
| 彰90線    | 北勢～睦宜       | 文苑路二段彰153線2.807k                       | 地政路、裕民路彰89線4.006k、 力行巷               | 5.186     | 北斗鎮田尾鄉       | 文苑路一段 光復路 文苑東路 地政路                                      | 2.008k中正路二段 2.260k北斗國中 2.474k~2.569k與彰101線共線（光復路） 5.021k北宜橋                                              |
| 彰92線    | 崙雅～埤斗       | 員集路一段9.710k、員集路一段421巷110弄        | 山腳路一段24.258k                                 | 2.680     | 社頭鄉             | 復興路                                                                 | 1.318k太平橋 |
| 彰93線    | 社頭～清水岩     | 社石路、清水岩路彰154線11.563k                | 鶯心橋、 清水溪北側                               | 2.980     | 社頭鄉             | 忠義路 清水岩路                                                        | 1.851k山腳路一段+清水源橋 |
| 彰94線    | 凱頂～和平       | 員集路三段（舊） 員集路三段125巷 鐵路平交道   | 山腳路二段25.508                                  | 1.816     | 田中鎮             | 和平路                                                                 | 0.241k東閔路三段 |
| 彰95線    | 排仔路頭～田中   | 民光路二段5.106k                              | 中南路三段29.782k                                 | 3.715     | 田中鎮             | 大社路二段 大社路一段 新生街 中路街 中新二街 中新路 文化路115巷 文中街 | 0.808k排水溝橋 2.3k龍潭橋 2.917k中正路 3.263k復興路彰96線                                                                      |
| 彰96線    | 田中～復興       | 斗中路一段、中正路                            | 山腳路三段/四段                                   | 1.936     | 田中鎮             | 斗中路一段 復興路                                                      | ？k新生街彰95線 |
| 彰97線    | 北斗～大新       | 斗中路 、螺青國小                             | 中西路二段、大新路彰108線                         | 4.295     | 北斗鎮             | 東新街 大新路                                                          | - - |
| 彰98線    | 北斗～十張犁     | 中斗路 中華路 復興路 民權路 東斗路 斗苑路一段 | 斗中路二段                                        | 6.723     | 北斗鎮田中鎮       | 興農路二段 興農路一段 民生路                                           | 起點與終點路口皆為 |
| 彰99線    | 田中～潮洋厝     | 中路街、中新二街                              | 陸軍路彰101線                                     | 8.94      | 田中鎮溪州鄉       | 中州路一段 中州路二段 下田路 中路 下柑路 過溪路 下壩路                 | ？k登山路二段 |
| 彰100線   | 大橋組～西畔     | 順耕路（彰182線）4.093k                       | 斗功路、西斗路（彰107線）1.960k                   | 3.182     | 北斗鎮溪州鄉       | 移民路 陶朱路                                                          | 1.423k陸軍路彰101線 |
| 彰101線   | 北斗～潮洋厝     | 中山路二段211.501k                            | 潮洋厝堤防                                        | 8.287     | 北斗鎮溪州鄉       | 光復路 斗苑路一段 三民街 宮民街 神農路 陸軍路                          | 0.805k~0.9k與彰90線共線（光復路） 5.270k圳寮橋 7.541k潮洋橋                                                                    |
| 彰102線   | 三條圳～潮洋厝   | 中央路三段彰105線 2.916k、中央路三段47巷      | 陸軍路彰101線 6.537k、面前巷                      | 2.675     | 溪州鄉             | 苗專二路                                                               | 0.174k三條圳橋 0.638k |
| 彰103線   | 東州～三條圳     | 溪下路四段20.152k、保安路                     | 民生路二段彰106線 4.053k                          | 3.198     | 溪州鄉             | --                                                                     | 0.439k東卅三號橋 |
| 彰104線   | 石塔～榮光       | 下田路、中州路二段彰108線1.876k               | 興酪路二段、興酪路三段彰109線3.465k               | 2.817     | 溪州鄉             | --                                                                     | 0.873k下田路彰99線 |
| 彰105線   | 溪洲～潮洋厝     | 中山路三段215.972k                            | 彰101線7.800k                                     | 6.720     | 溪州鄉             | 中央路三段 民生路二段 民生路一段                                       | 彰105線的2.982k~3.003k 與的3.146k~3.437k 為共同路段，且此共線路段為一座橋 橋名：三條圳橋                                       |
| 彰106線   | 水尾～竹圍子     | 中山路一段 220.538k                           | 中央路二段彰105線6.200k                           | 5.793     | 溪州鄉             | 水尾提防 三西路 中央路一段 溪埔路                                      | 彰105線的2.982k~3.003k 與的3.146k~3.437k 為共同路段，且此共線路段為一座橋 橋名：三條圳橋                                       |
| 彰107線   | 七星～柑子園     | 神農路彰101線2.080k                           | 過溪路彰99線6.280k                                | 5.525     | 北斗鎮溪州鄉       | 斗功路 西斗路                                                          | 1.960k陶朱路彰100線 3.647k中西路一段彰108線                                                                                    |
| 彰108線   | 西畔～沙仔崙     | 西斗路彰107線3.467k                           | 中州路二段彰99線 1.536k                           | 4.460     | 溪州鄉北斗鎮田中鎮 | 中西路一段 中西路二段 大新路                                           | 1.876k田中路彰104線 3.820k大新路彰96線                                                                                         |
| 彰109線   | 沙仔崙～下水埔   | 中州路二段彰99線 1.225k                       | 榮光路 28.414k                                    | 4.364     | 田中鎮溪州鄉       | 興酪路二段2巷 田中路                                                   | 3.465k 彰104線 |
| 彰110線   | 二水～溪底       | 民生路19.730k、瓦磘巷                         | 堤岸                                              | 2.008     | 二水鄉             | 文昌路                                                                 | 0.349k國姓橋 |
| 彰111線   | 田中～大安       | 中州路二段彰99線0.550k                        | 員集路一段15.207k                                 | 3.330     | 田中鎮             | 沙崙路 同安路 大安路                                                   | 2.850k大安路一段彰111-1線 3.030k大安橋                                                                                         |
| 彰111-1線 | 內三塊厝～大崙   | 同安路、大安路彰111線2.850k                   | 榮光路、大安路三段31.850k                         | 2.890     | 田中鎮             | 大安路一段 大安路二段 大安路三段                                       | 2.115k秋安橋 |
| 彰112線   | 二水～惠民       | 民生路19.316k                                 | 山腳路一段33k                                     | 1.390     | 二水鄉             | 庄尾二巷 庄尾一巷 光文路 惠民路                                        | 1.320k福德橋 |
| 彰113線   | 合和～二水       | 山腳路三段31.177k                             | 員集路四段18.990k                                 | 1.691     | 二水鄉             | 合和路 員集路四段342巷                                                 | 1.521k上豐橋 |
| 彰114線   | 源泉～豐和       | 員集路一段、南通路一段 37.040k                | 南通路二段 22.246k                                | 1.498     | 二水鄉             | 鼻倡路                                                                 | 0.020k源泉橋 0.028k修仁路彰114-1線                                                                                             |
| 彰114-1線 | 修仁～源泉       | 南通路二段 21.650k                            | 鼻倡路彰114線0.028k                               | 1.323     | 二水鄉             | 修仁路                                                                 | 0.603k台灣鐵路縱谷線 0.856k台灣鐵路鐵路集集之線                                                                                |
| 彰115線   | 頂厝子～溪邊     | 員集路一段 38.490k                            | 溪底堤防（溪邊）                                  | 1.430     | 二水鄉             | 倡和路                                                                 | 起點處集集線鐵路平交道無法通行 0.085k鼻仔頭橋                                                                                  |
| 彰116線   | 海邊～萬興       | 海邊                                          | 萬興橋、二溪路六段、二溪路六段531巷               | 10.179    | 芳苑鄉二林鎮       | 大同路394巷 漢溪路 自由巷1061弄 自由巷 振興巷                          | 9.338k央北橋 9.757k棖北橋 10.113k成功巷彰116-1線                                                                               |
| 彰116-1線 | 萬興～番社       | 振興巷彰116線 10.113k                         | 二溪路七段9.404k                                  | 2.808     | 二林鎮             | 成功巷 泉西巷 二溪路七段622巷                                          | 1.807k柳子清讶二橋 |
| 彰117線   | 海邊～漢寶園     | 海邊                                          | 沿海路一段45.193k、草漢路漢寶段0k                 | 3.119     | 芳苑鄉             | 芳漢路二段247巷                                                        | 0.767k頂粘巷彰34線 1.237k大同路彰117-1線                                                                                       |
| 彰117-1線 | 大同農場～漢寶   | 芳漢路二段394巷彰117線1.237k                  | 大同路394巷彰116線1.469k                          | 3.077     | 芳苑鄉             | 大同路                                                                 | - - |
| 彰118線   | 海埔新生地～草湖 | 海埔新地                                      | 功湖北路二段 3.652k                               | 5.61      | 芳苑鄉             | 中央路129巷 中正路                                                     | 0.024k中央橋 0.426k彰118-1線 1.706k芳漢路王功段彰118-1線 2.200k中央路 4.077k崙腳橋 4.165k~4.255k與彰125線共線（中正路）        |
| 彰118-1線 | 海埔新生地～新寶 | 芳漢路王功段彰118線0.426k                     | 中央路129巷彰118線1.706k、永豐巷                  | 4.205     | 芳苑鄉             | 漁港路 芳漢路王功段                                                    | 起點與終點都銜接彰118線 |
| 彰119線   | 川合～草湖       | 川合路彰125線0.910k                           | 功湖北路一段 5.087k                               | 6.190     | 芳苑鄉             | 新復路二段 新復路一段 新復路 新興巷                                    | 0.884k新後橋 2.450k 草漢路草二段 3.960k 新復路彰119-1線                                                                        |
| 彰119-1線 | 頂王功寮～竹寮   | 新興巷彰119線3.960k                           | 功湖北路一段、二溪路 6.725k、二溪路草二段、文明巷 | 2.478     | 芳苑鄉             | 新復路                                                                 | 0.344k王功寮橋 |
| 彰120線   | 王功～中平       | 西部濱海公路52.728k                           | 芳草路文津段彰125線4.361k                         | 3.545     | 芳苑鄉             | 彰120鄉道 東平路 芳草路文津段1219巷                                    | 1.090k奐文橋 |

## 鄉道列表（121～160）
| 編號      | 名稱             | 起點                            | 迄點                                         | 里程 (km) | 途經鄉鎮                          | 路名 | 備註 |
| --------- | ---------------- | ------------------------------- | -------------------------------------------- | --------- | --------------------------------- | --- | --- |
| 彰121線   | 王功～路上厝     | 芳漢路王功段                    | 上林路路上段彰157線 小西路彰158線            | 8.620     | 芳苑鄉                            | 芳漢路王功段226巷 建成路 民權路 芳草路 寮東路 斗苑路頂後段 路平路                                                        | 部分路段與彰122線共線（芳草路） 部分路段與彰124線共線（寮東路） 部分路段與 共線（斗苑路頂後段）                                                                   |
| 彰121-1線 | 永興～五圳頭     | 太平路永興段彰157線             | 民權路彰121線                                | 2.151     | 芳苑鄉                            | 復興街 太平路永興段 太平路永興段202巷                                                                                    | |
| 彰122線   | 埤腳～東口       | 仁愛路+芳草路彰157線            | 芳草路文津段+芳東路彰125線                   | 4.258     | 芳苑鄉                            | 芳草路 芳草路文津段 芳東路                                                                                               | 部分路段與彰121線共線（芳草路） |
| 彰123線   | 中平～二林       | 芳草路文津段1219巷彰120線       | 大成路一段                                   | 5.964     | 芳苑鄉 二林鎮                     | 寮湖路 芳草路 林功路 四維街 吉利街 照西路                                                                                | |
| 彰124線   | 芳苑～芳苑工業區 | 斗苑路芳苑段                    | 斗苑路三合段202巷                            | 4.?       | 芳苑鄉                            | 芳寮路 寮東路 順安路 工區路 工區七路 工業路 過埤路                                                                       | 部分路段與彰121線共線（寮東路） |
| 彰125線   | 新生～二林       | 草崙路彰118線                   | 仁愛路+新生路                                | 10.237k   | 芳苑鄉 二林鎮                     | 草崙路13巷 芳草路文津段 芳東路 芳草路文津段 芳東路 新生路                                                                | |
| 彰126線   | 東口～萬興       | 芳東路彰125線                   | 萬興橋、二溪路六段                           | 5.726     | 二林鎮                            | 仁愛路 愛鄉路 鎮平巷 盛和巷                                                                                              | |
| 彰127線   | 頂後厝～新莊     | 二溪路三段                      | 光明路新莊巷                                 | 14.153    | 二林鎮 竹塘鄉                     | 安殿巷 成田巷 萬原路 萬原路一段 原竹路 竹五路 竹林路一段 中興街1巷                                                       | 部分路段與彰178線共線（竹五路） |
| 彰127-1線 | 過溝仔～西庄       | 原竹路                          | 斗苑西路                                     | 4.050     | 二林鎮                            | 路西巷 路中巷 路東巷 | |
| 彰128線   | 萬興～十一坑     | 興南路                          | 彰水路四段                                   | 7.714     | 二林鎮 埤頭鄉                     | 二溪路六段351巷 平和巷 合和巷 太平路 詹厝巷 文明路 光復路 光復東路                                                       | 部分路段與彰129線共線（太平路） |
| 彰129線   | 挖仔～二林       | 二溪路七段                      | 斗苑路四段+斗苑路四段419巷                   | 9.346     | 二林鎮（終點牌面寫9.3公里km終點） | 挖子路 太平路四段 太平路 太平路二段 太平路一段                                                                           | 部分路段與彰128線共線（太平路） 僅設置：起點0k(0k僅南下有）、1k、4k（仁愛橋）4.5k、5k、5.5k、6k、6.5k、7k、7.5k、8k、8.5k、9k、終點9.3k (終點9.3k僅南下有）告示牌 |
| 彰129-1線 | 挖仔～詹厝子     | 挖仔路                          | 文明路                                       | 2.525     | 二林鎮                            | 光復路 | |
| 彰129-2線 | 萬興～萬合       | 外環道路+中央南街               | 太平路三段2.760k                             | 3.322     | 二林鎮                            | 中央南街 | 萬合部分路段未施工 |
| 彰130線   | ？～埤頭         | 彰135鄉道                       | 彰水路四段+彰水路四段206巷                   | 約2.5     | 二林鎮                            | 沙崙路 | |
| 彰131線   | 十三戶～後厝     | 二溪路一段、二段+二溪路二段一巷 | 斗苑路三段                                   | 3.040     | 二林鎮                            | 二溪路二段二巷 福興巷 田厝巷 新華巷                                                                                      | |
| 彰132線   | 溪湖～竹頭仔     | 彰水路三/二段                   | 光復路                                       | 3.298     | 溪湖鎮                            | 彰水路大竹巷 福德路 田中路 美溪路一段 竹頭仔路                                                                           | |
| 彰133線   | 塗仔崙～丈八斗   | 太平路                          | 彰134線                                      | 7.717     | 二林鎮                            | 太平路 光復巷 東勢巷 中正巷 光復路 大永路 永安路 再發路 八間路 八間路180巷                                               | |
| 彰133-1線 | 東勢～原斗       | 東勢巷4.473k                    | 斗苑路一段12.406k                            | 2.091     | 二林鎮                            | 前面巷 | 起點部分路段與彰148線共線（東勢巷） |
| 彰134線   | 塗人厝～漏磘     | 中農路彰171線+東川路            | 原竹路                                       | 2.583     | 二林鎮                            | 彰134鄉道 中正巷 | |
| 彰135線   | 港尾～厝子       | 鄉道                            | 崙子路彰148線                                | 3.012     | 二林鎮                            | 溪底路 | |
| 彰136線   | 西莊子～埤頭     | 斗苑路一段+斗苑西路             | 崙子南路彰137線+崙子南路124巷                | 2.356     | 二林鎮 埤頭鄉                     | 東西路 | |
| 彰137線   | 十一號～埤頭     | 光復東路                        | 彰151線庄仔路 +彰水路三段+興安街               | 3.463     | 埤頭鄉                            | 豐崙路 崙子南路 | 部分路段與彰148線共線（豐崙路） |
| 彰138線   | 番婆～頂庄         | 彰水路二段                      | 員鹿路一/五段+員鹿路一段38巷                 | 3.341     | 溪湖鎮                            | 崙子腳路+員鹿路一段59巷                                                                                                  | 部分路段與彰139線共線（崙子腳路） 2.614k~2.709與彰47線共線 （共線路段為中山高速公路下方涵洞：崙子腳路）                                                           |
| 彰139線   | 後溪～媽厝       | 員鹿路16.239k 銀綻路            | 湳底路彰140線                                | 1.899     | 溪湖鎮                            | 銀錠路 員鹿路後溪巷 崙子腳路49巷 [[部分路段與彰138線共線（崙子腳路）]] 崙子腳路 湳底路                                   | 部分路段與彰138線共線（崙子腳路） |
| 彰140線   | 三塊厝～羅厝     | 海豐路彰141線                   | 羅厝路二/一段彰143線                         | 3.942     | 溪湖鎮、埔心鄉                    | 湳底路 文昌西路 文昌東路                                                                                                 | 部分路段與彰47線共線（湳底路） |
| 彰141線   | 三塊厝～田尾     | 彰水路二/一段18.505k            | 中山路一段+中山路一段182巷                   | 7.646     | 溪湖鎮、田尾鄉                    | 海豐路 中正路三段 中正路二段 中正路一段                                                                                  | |
| 彰142線   | 竹子腳～四塊厝   | 竹東巷+竹中巷彰143線            | 四湳路彰53-1線                               | 1.806     | 永靖鄉                            | 四竹路 | |
| 彰142-1線 | 竹子腳～永北     | 竹中巷彰143線                   | 獨鰲路一段+永福路一段彰144線+永福路一段153巷 | 4.155     | 永靖鄉                            | 永福路二段 永福路一段 | 與主線未相交 |
| 彰143線   | 芎蕉腳～海豐崙   | 員鹿路五段                      | 中正路三段彰144線                            | 4.526     | 埔心鄉、永靖鄉、田尾鄉            | 羅厝路三段 羅厝路二段 羅厝路一段 竹東巷 竹中巷 陸豐路                                                                    | |
| 彰144線   | 海豐崙～社頭     | 中正路三段彰141線               | 彰87-1線員集路三段                           | 8.645     | 田尾鄉、永靖鄉、社頭鄉            | 民生路三段 獨鰲路二段 圳腳巷 獨鰲路一段139巷 永福路一段 西門路 永靖街 西門路                                             | 部分路段與彰87-1線共線（西門路） |
| 彰145線   | 羅厝～四塊厝     | 羅厝路二段彰143線               | 四湳路彰53-1線8.201k                         | 1.504     | 埔心鄉、永靖鄉                    | 羅永路 | |
| 彰146線   | 溪畔～新興       | 福德巷彰87-1線                  | 浮圳路                                       | 2.744     | 田尾鄉                            | 民權路 | |
| 彰147線   | 舊館～同安宅     | 新館路+四湳路彰53-1線           | 永福路一段彰142-1線                          | 2.711     | 埔心鄉、永靖鄉                    | 新館路 東畔路 | |
| 彰148線   | 東勢～埔尾       | 光復路+東勢巷                   | 斗苑東路                                     | 7.072     | 二林鎮、埤頭鄉                    | 東勢巷 崙子路 豐崙路 埤周路 東環路三段 埤頭路 中興巷 中南路 福德路 埔尾路                                                | 起點部分路段與共線（東勢巷） 部分路段與彰137線共線（豐崙路） 部分路段與+彰151線共線（東環路三段）                                                                 |
| 彰150線   | 陸豐～溪畔       | 民生路三段彰142-1線             | 中山路一/二段                                | 3.727     | 田尾鄉                            | 民生路三段 民生路二段 民生路一段                                                                                         | |
| 彰150-1線 | 柳鳳～頂田尾     | 民生路二段彰150線2.003k         | 中山路二段                                   | 1.991     | 田尾鄉                            | 民族路二段 民族路一段 公園路一段                                                                                         | |
| 彰151線   | 三角子～埤頭     | 海豐路彰141線                   | 崙子南路彰137線+彰水路三段+興安街            | 4.320     | 埤頭鄉                            | 海豐路新厝巷 和平巷 十號路 埤頭路 東環路三段 庄子路310巷 子路                                                              | 部分路段與彰130線共線（十號路） 部分路段與彰148線共線（埤頭路） 部分路段與+彰148線共線（東環路三段）                                                              |
| 彰152線   | 海豐崙～小埔心   | 中正路三/二段彰141線            | 彰水路三段                                   | 6         | 田尾鄉、埤頭鄉                    | 新生路 中南路 中南路361巷 和興巷 埤頭路 稻香路 彰水路三段352巷                                                           | 東北側為起點 |
| 彰153線   | 仁里～中寮       | 中庄巷彰154線                     | 斗苑路二段                                   | 3.360     | 田尾鄉、北斗鎮                    | 前巷 三溪路一段 塗墩巷 北勢寮路 欲後巷                                                                                   | |
| 彰153-1線 | 海豐～溪頂       | - -                             | 塗墩巷彰153線+溪頂路                         | 3.824     | 田尾鄉                            | 溪頂路 | |
| 彰154線   | 海豐～朝興       | 新生路彰152線                   | 山腳路二段                                   | 13.509    | 田尾鄉、社頭鄉                    | 中巷 中正路二段103巷 光復路四段 光復路三段 光復路二段 光復路一段 社斗路二段 社斗路一段 員集路二段 清水岩路 社石路 水源路 | |
| 彰155線   | 三塊厝～姑寮     | 芳新路新街段+太平路+過湖路      | 中央路彰163線                                | 3.140     | 大城鄉                            | 中央路601巷 | 起點與終點皆接銜接 |
| 彰156線   | 新街～路上厝     | 芳新路新街段                    | 上林路上段彰157線                            | 3.010     | 芳苑鄉                            | 新上路 | - - |
| 彰157線   | 永興～魚寮       | 芳漢路永興段                    | 魚寮路                                       | 9.246     | 芳苑鄉、大城鄉                    | 芳漢路永興段536巷 太平路永興段 仁愛路 芳草路 斗苑路頂後段720巷 斗苑路頂後段 上林路頂廍段 上林路路上段 上城路 魚寮路        | 部分路段與彰158線共線（上林路路上段） |
| 彰158線   | 姑寮～二林       | 省道                            | 大成路一段                                   | 7.641     | 大城鄉、二林鎮                    | 平和路 茹寮路 小西路 上林路路上段 舊二路                                                                                 | 部分路段與彰157線共線（上林路路上段） |
| 彰158-1線 | 下寮～豐美       | 順元路                          | 平和巷彰158線                                | 1.595     | 大城鄉                            | 順元路100巷 | |
| 彰159線   | 外五間厝～下牛稠 | 彰158-1線                       | - -                                          | 6.304     | 大城鄉                            | 輝耀路 中正路 大城路 沙頭巷 西平路 過溝巷 吳厝巷 上和路三段 青埔路                                                       | 部分路段與共線（上和路三段） 部分路段與彰160線共線（青埔路） |
| 彰159-1線 | 菜寮～下山腳     | 西平路+過溝巷彰159線            | 古山路+興山橋                                | 4.8       | 大城鄉                            | 東平路 西勢路 西平路 東勢路 南平路461巷 鐵樹巷 古山路                                                                    | |
| 彰160線   | 海邊～下山腳     | - -                             | 大山路                                       | 5.637     | 大城鄉                            | 西厝路 東厝路 大埔路 青埔路 鐵樹巷                                                                                       | 部分路段與彰159線共線（青埔路） |

## 鄉道列表（161～211）
| 編號      | 名稱             | 起點                                     | 迄點                                         | 里程 (km) | 途經鄉鎮               | 路名 | 備註/經過                                                                           |
| --------- | ---------------- | ---------------------------------------- | -------------------------------------------- | --------- | ---------------------- | --- | ----------------------------------------------------------------------------------- |
| 彰161線   | 王厝寮～街子     | 福建路+王厝路                            | - -                                          | 3.067     | 大城鄉                 | 東平路 南北路 東西路 村南路 下寮路                                                                                            | 1.9k~2.137k跟彰160線共線（下寮路）                                                  |
| 彰162線   | 海邊～下牛稠     | 許厝巷彰163線                            | 青埔路彰159線                                | 3.955     | 大城鄉                 | 許厝巷 北頭巷 豐田巷 青埔路                                                                                                   | 部分路段與彰165線共線                                                               |
| 彰163線   | 西港～下海墘厝   | 省道                                     | - -                                          | 2.917k    | 大城鄉                 | 中央路 許厝巷 |                                                                                     |
| 彰163-1線 | 西港～下海墘厝   | 中央路彰163線                            | 許厝巷彰163線                                | 3.793k    | 大城鄉                 | 北勢路 通海路 | 起點與終點皆接銜接彰163線                                                           |
| 彰164線   | 大城～尤厝       | 東平路+南平路                            | 天惠路彰167線                                | 3.624     | 大城鄉                 | 南平路 中山路 部仔巷 |                                                                                     |
| 彰165線   | 吳厝寮～四股     | 南平路                                   | - -                                          | 2.742     | 大城鄉                 | 頂寮路 下寮路 頂股路 |                                                                                     |
| 彰166線   | 大城～九塊厝     | 中平路                                   | 東陽路二段6.746k                             | 7.463     | 大城鄉、竹塘鄉         | 潭墘路 天惠路 光復路 民生巷 東陽路二段永吉巷                                                                                  | 部分路段與彰167線共線（光復路）                                                     |
| 彰167線   | 二林～潭墘       | 大成路一段                               | - -                                          | 7.755     | 二林鎮、大城鄉         | 自強街 信義路 竹圍巷 廣興巷 天惠路 光復路                                                                                     | 部分路段與彰166線共線（光復路）                                                     |
| 彰168線   | 中西～廣東厝     | 二城路                                   | 廣興巷彰167線                                | 2.758     | 二林鎮                 | 五間巷 廣東巷 |                                                                                     |
| 彰169線   | 二林～永安       | 大成路一段                               | 東陽路二段                                   | 5.466     | 二林鎮、竹塘鄉         | 儒林路二段 儒林路 東陽路二段永祥巷                                                                                            |                                                                                     |
| 彰170線   | 廣東厝～竹塘     | 廣東巷彰168線                            | 竹五路                                       | 7.952k    | 二林鎮、竹塘鄉         | 廣東巷 廣興巷 竹田路 武山巷 竹鹿路保安巷 竹鹿路                                                                               |                                                                                     |
| 彰171線   | 十戶子～九塊厝   | 斗苑路三段+新湖路                        | 東陽路二段                                   | 7.527     | 二林鎮、竹塘鄉         | 新湖路 中農路 東川路 竹林路三段 竹林路二段 竹林路二段大橋巷 水尾巷 竹村巷 武山巷 長春路                                       |                                                                                     |
| 彰172線   | 二林～塗人厝     | 斗苑路四段                               | 竹林路三段                                   | 3.056     | 二林鎮                 | 南安路 長安路 長青路 至誠街 福建巷                                                                                            |                                                                                     |
| 彰173線   | 鹿寮～頂崙子     | 竹鹿路保安巷彰175-1線                    | 中央路一段+自強大橋                          | 2.668     | 竹塘鄉                 | 竹鹿路保民巷 洛陽路 |                                                                                     |
| 彰174線   | 崁頂～外竹       | 儒林路彰169線                            | 西里巷                                       | 1.123     | 二林鎮                 | 儒林路 西里巷 |                                                                                     |
| 彰175線   | 洲子～下溪墘     | 中正巷彰134線                            | 河陽路                                       | 5.420     | 竹塘鄉                 | 金山路 竹西路 竹西路中州巷 竹鹿路保安巷 河陽路                                                                                |                                                                                     |
| 彰176線   | 土庫子～田頭     | 光明路+光明路新庄巷                        | 彰水路一段                                   | 5.229     | 竹塘鄉                 | 光明路 竹田路 |                                                                                     |
| 彰177線   | 大灣～番仔寮     | 竹林路一段12.745k                        | 光明路彰176線                                | 1.846     | 竹塘鄉                 | 竹林路一段大新巷 光明路廣福巷                                                                                                 |                                                                                     |
| 彰178線   | 洲子～大灣       | 竹西路彰175線+竹西路中州巷               | 竹林路一段+竹林路一段大新巷                  | 6.040     | 竹塘鄉                 | 文昌路 竹五路 大湖路 | 部分路段與彰127線共線（竹五路）                                                     |
| 彰178-1線 | 洲子～戴厝庄       | 竹西路彰175線                            | 竹林路一段+竹林路一段664巷                   | 2.471     | 竹塘鄉                 | 竹西路 | 與主線未相交                                                                        |
| 彰179線   | 竹圍子～下崁頭厝 | 竹林路一段+溪林路13.540k                 | 光明路溪北巷                                 | 2.848     | 竹塘鄉                 | 福田路 光明路溪北巷 |                                                                                     |
| 彰179-1線 | 樹子腳～溪邊     | 福田路彰179線                            | - -                                          | 2.140     | 竹塘鄉                 | 福田路 光明路竹田巷 |                                                                                     |
| 彰180線   | 斗六甲～新莊     | 嘉興路彰185線2.244                       | 新庄路彰183線                                  | 1.530     | 埤頭鄉                 | 陸興路 光華路 |                                                                                     |
| 彰181線   | 六號～番子埔     | 斗苑東路19.335k                          | 莒光路+中西路                                | 1.680     | 埤頭鄉                 | 新生路 農場路 |                                                                                     |
| 彰182線   | 芙湖子～七星     | [[文化路+芙朝路彰183線]]+芙朝路彰187線   | 宮前街彰101線                                | 5.212     | 埤頭鄉、溪州鄉、北斗鎮 | 文化路 中山路四段 舜耕路 |                                                                                     |
| 彰183線   | 連交厝～瓦厝     | 稻香路彰152線                            | 中山路一段                                   | 4.758     | 埤頭鄉、溪州鄉         | 和平路 和平路286巷 中埔路 文化路 芙朝路                                                                                       |                                                                                     |
| 彰184線   | 四戶子～溪墘厝   | 嘉興路+中華路彰185線                     | 溪林路                                       | 3.103     | 埤頭鄉、溪州鄉         | 中華路 福德路 |                                                                                     |
| 彰185線   | 芙朝～路口厝     | 和平路彰183線2.4k                        | 溪林路+溪林路261巷                           | 3.838     | 埤頭鄉                 | 中埔路 嘉興路 中華路 |                                                                                     |
| 彰187線   | 埤頭村～芙朝     | 斗苑東路 17.175k、庄中巷                   | 文化路彰182線+[[文化路+芙朝路彰183線]]       | 2.182     | 埤頭鄉                 | 斗苑東路485巷 芙朝路 |                                                                                     |
| 彰188線   | 溪尾～御史       | 護岸街二段                               | 溪南路                                       | 4.063     | 芬園鄉                 | 護岸街二段 護岸街一段 | 原                                                                                  |
| 鄉道      | 溪尾寮～下茄荖   | 慶光路                                   | 光華路                                       | 1.533     | 芬園鄉                 | 嘉北街 | 原                                                                                  |
| 彰190線   | 金瓜寮～竹塘     | 山腳路二段                               | 竹林路一段+中興街1巷、中興街                 | --        | 二林鎮、竹塘鄉         | 竹林路三段 竹林路二段 竹塘街 竹林路一段                                                                                       | 多數路段為原                                                                        |
| 彰191線   | ?                | 員林大道三段+員東路二段                  | 員林大道一段+員集路二段+中正路               |           | 員林市                 | 員林大道二段 員林大道三段 |                                                                                     |
| 彰192線   | 線西～和美       | 中華路+中華路817巷                       | 和港路+彰美路六段                            | 4.634     | 線西鄉                 | 中華路818巷 中央路三段 中央路二段 中央路一段 西美路                                                                           | 舊                                                                                  |
| 彰193線   | 埔鹽～溪湖       | 員鹿路三段                               | [[彰水路一/四段+鹿島橋]]+和平巷+海豐路新厝巷 | 14.956    | 埔鹽鄉、溪湖鎮         | 番金路 河東路 二溪路二段 環河路二段 環河路一段                                                                                | 原                                                                                  |
| 彰194線   | 萬年～水源地     | 員水路一段+五汴橋1.460k、員水路一段676巷 | 泉州巷3.372k                                 | 2.635     | 員林市                 | 崙雅巷 泉州巷 | 起點與終點皆為的路口 ，原彰78-1鄉道 1.751k山腳路二段                                |
| 彰195線   | 伸港～彰化       | [[中興路二段+建國路]]+中興路二段         | 中華路                                       | --        | 伸港鄉、和美鎮、彰化市 | 彰新路七段～彰新路ㄧ段 彰美路 民生路                                                                                          | 舊                                                                                  |
| 彰199線   | ?                | 斗苑東路+斗苑東路180巷                   | 斗苑東路                                     | ?         | 埤頭鄉、溪州鄉         | 斗苑東路247巷+溪連北路+斗苑東路3巷                                                                                            |                                                                                     |
| 彰201線   | 塗厝～和西       | 彰新路六/五段彰195線+和厝路二段          | [[和線路+道周路]]+和線路                     | 3.429     | 和美鎮                 | 和厝路二段 和厝路一段 彰美路六段 道周路                                                                                       | 原                                                                                  |
| 彰202線   | 角樹腳～崙仔腳   | 員鹿路一/四段18.730k                     | 彰水路一段13.095k                            | 1.118     | 埔鹽鄉                 | 員鹿路一段 彰水路一段69號 | 0.891k崑崙橋 本線末段門牌皆為“彰水路一段69之X號”，原彰44-1鄉道                      |
| 彰203線   | ?                | 山腳路二段                               | 豐柏路投35線                                 | ?         | 二水鄉                 | 豐柏路 | 原彰投35線                                                                          |
| 彰205線   | ?                | 彰南路四段+復興路+竹東路                 | 縣芬路+彰南路二段                            | ?         | 芬園鄉                 | 彰南路四段 彰南路三段 彰南路二段                                                                                              | 舊                                                                                  |
| 彰206線   | 福南～番婆       | 臨海路四段                               | 彰鹿路六段+彰鹿路六段314巷                   | 6.015     | 福興鄉                 | 南環路三段 南環路二段 南環路一段                                                                                              | 每0.5公里設立一張里程牌、路線終點里程牌為終點6K+000 彰化縣政府公告路線長度為6.015km |
| 彰207線   | 大崙~?           | 大崙二巷彰44線                           | 永福路二段彰142-1線                          |           | 大村鄉、埔心鄉、永靖鄉 | 大崙一巷 港後巷 大溪路一段 五通北路 五通南路 瑤鳳路三段 興霖路 員鹿路四段 新館路 四湳路 四福路 永福路二段88巷                 | 原彰53-1鄉道改線                                                                    |
| 彰208線   | ?                | 線東路七段                               | 和港路                                       | ?         | 和美鎮                 | 嘉卿路一段 嘉卿路二段 嘉卿路三段                                                                                              |                                                                                     |
| 彰209線   | 伸港～彰化       | 道周路+西圓路                            | 線東路一段+彰草路                            | 10.457    | 和美鎮、彰化市         | 西園路 和樂路 下犁路 和樂路 草中巷 頂草路四段 頂草路三段 頂草路二段 頂草路一段 鹿和路四段 彰頂路 彰草路三段 彰草路二段 彰草路 | 原                                                                                  |
| 彰211線   | 埔心～太平       | 中正路一段 22.160k                       | 太平路彰80線1.560k                           | ??        | 埔心鄉                 | 武聖路 | 原彰85-1鄉道改線                                                                    |

## 参見
- 台灣鄉道列表
https://publicworks.chcg.gov.tw/files/6_20240327075647719_%e5%bd%b0%e5%8c%96%e5%85%a8%e9%84%89%e9%81%93_%e5%88%86%e8%b7%af%e7%b7%9a(%e5%a3%93).pdf （页面存档备份，存于）

### 腳註
1. 1 2  無里程牌就與路名的名稱或是備註（僅限只有一個路名）合併
2. ↑  此牌面位置位於144甲縣道路口，現在並非為彰45-1鄉道的終點
3. ↑  現場門牌路名寫：媽厝里2鄰
4. ↑  鄉道彰79線與鐵路交會處，Google 街景
5. ↑  彰80-1線鐵路平交道，Google 街景
6. ↑  .   [2017-09-03]. （原始内容存档于2017-08-17）.
7. ↑  彰86線2.2公里處照片，Google 街景
8. ↑  鄉道彰115線鐵路平交道，Google 街景
9. ↑  現場橋兩端的告示牌寫同安橋
10. ↑  現場門牌的路名寫，彰120鄉道x號
11. ↑  現場門牌的路名寫:彰134鄉道x號

### 其他
- 彰化縣鄉道路線圖-中華民國113年

- 彰化縣主計處-縣鄉道調整-中華民國113年

- 2010鄉道里程表《2010年鄉道路線里程表》，公路邦連結 （页面存档备份，存于）
- 全國路況資訊中心全國路況資訊中心
- 貓砂行控中心，公路總局全台鄉道路線表
- 中華民國內政部，臺灣地區地名查詢系統建置計劃，臺灣地區地名查詢系統
- 中央研究院人文社會科學研究中心地理資訊科學研究專題中心，台灣歷史百年地圖 （页面存档备份，存于）
- Google地圖及衛星空照圖，「Google Map」、「Google Earth」 （页面存档备份，存于） （页面存档备份，存于）
- UrMap你的地圖網，「UrMap你的地圖網」及衛星空照圖 （页面存档备份，存于）